# Corophium ellisi
Corophium ellisi är en kräftdjursart som beskrevs av Robert Alan Shoemaker 1943. Corophium ellisi ingår i släktet Corophium och familjen Corophiidae. Inga underarter finns listade i Catalogue of Life.